# Krîsovîci, Mostîska
Krîsovîci (în ucraineană Крисовичі) este localitatea de reședință a comunei Krîsovîci din raionul Mostîska, regiunea Liov, Ucraina.

## Demografie
Componența lingvistică a localității Krîsovîci
     Ucraineană (67,82%)
Conform recensământului din 2001, majoritatea populației localității Krîsovîci era vorbitoare de ucraineană (67,82%), existând în minoritate și vorbitori de polonă (32,18%).